# Chiesa di San Pietro (Gemonio)
La chiesa di San Pietro è un edificio religioso, risalente al VII-VIII secolo e successivamente modificato, che si trova a Gemonio, in provincia di Varese e diocesi di Como. Testimonianza fra le meglio conservate del Romanico lombardo, è monumento nazionale italiano del 1912.

## Storia e descrizione
Non si conosce la fondazione dell'edificio, che doveva essere a navata unica absidata, e certamente antica, se il complesso - secondo la tradizione - fu donato dal re longobardo Liutprando nel 712 all'importante monastero pavese di San Pietro in Ciel d'Oro. Poco prima dell'anno mille, all'epoca in cui Gemonio faceva capo alla pieve di San Lorenzo in Val Cuvia, furono effettuati importanti lavori di rifacimento. A quest'epoca risale l'altare maggiore, dipinto a motivi geometrici e floreali, eccezionale testimonianza altromedioevale conservatasi intatta all'interno del rivestimento che era stato eseguito nel XV secolo, e rimosso in occasione dei restauri degli anni 60 del Novecento. 
A questi primitivi lavori risalgono la navata sinistra, aggiunta a nord della navata principale nel primo quarto del secolo XI, l'elevazione del campanile nell'angolo nord-est (X secolo), e il rifacimento dell'abside principale in pietra, esternamente decorato con ad archetti pensili binati, alternativamente sorretti da larghi peducci modanati e da lesene impostate su un alto zoccolo. Nella navata sinistra vennero realizzate finestre a doppia strombatura, con piano inclinato verso l'esterno. Nel corso del XV secolo fu aggiunta la terza navata, quella meridionale, sormontata da finestre a doppio strombo obliquo. 
Il campanile è ritenuto essere il prototipo di una tipologia romanica comune nel Varesotto, ispirata al campanile dei monaci della basilica milanese di Sant'Ambrogio, con proporzioni slanciate e una massa muraria compatta, costituito da pietra e ciottoli fluviali. La decorazione esterna è costituita da quattro specchiature sovrapposte ad archetti pensili in cui trovano posto le aperture, costituite da semplici feritoie o monofore. Tale tipologia si differenzia da quella più diffusa in area comasca, caratterizzata invece da un progressivo alleggerimento dei piani grazie a una progressione ascendente di polifore sempre più ampie.
Gli affreschi sull'abside e sulle pareti interne furono realizzati a partire dal Quattrocento.

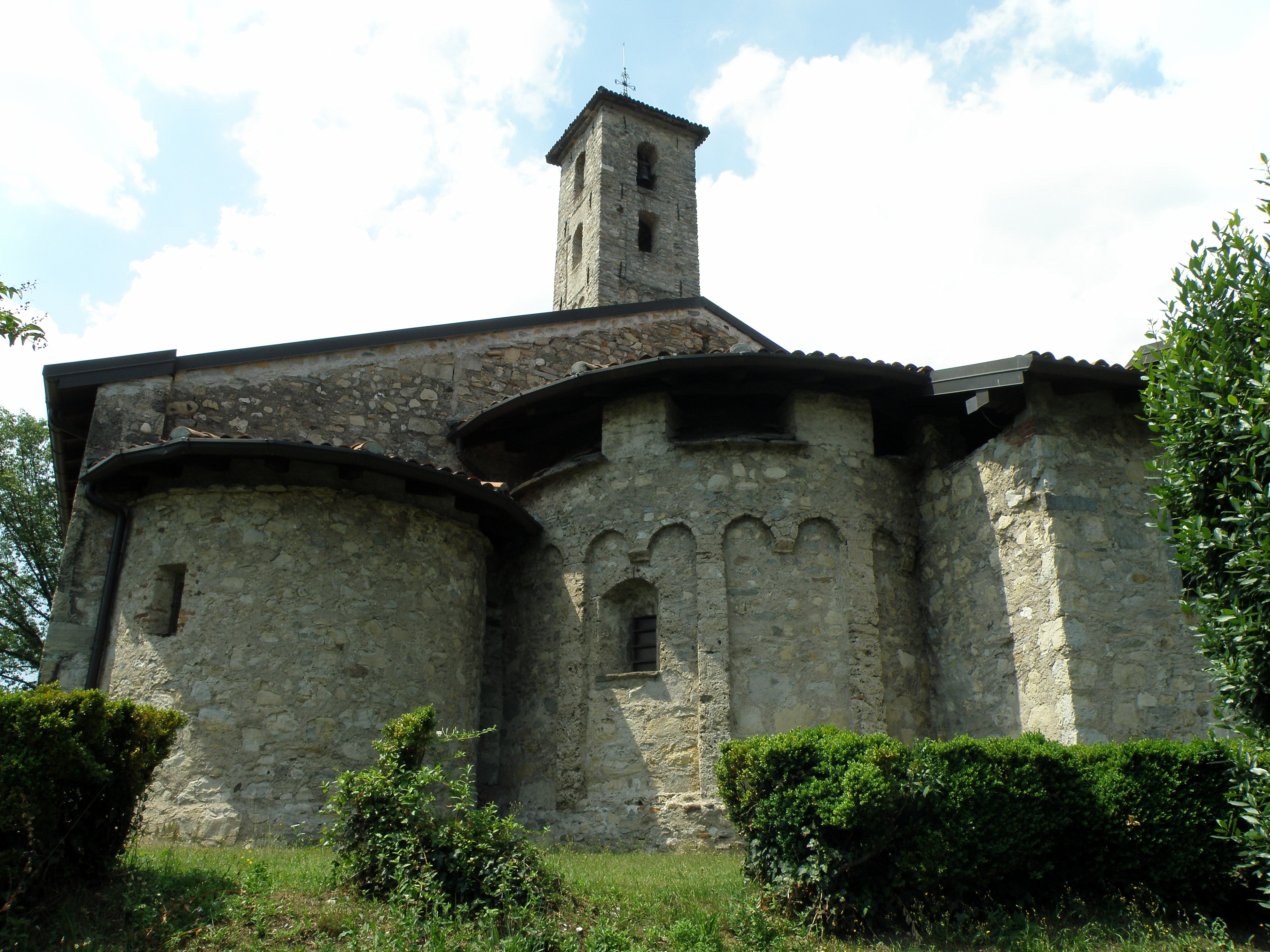
Veduta absidale
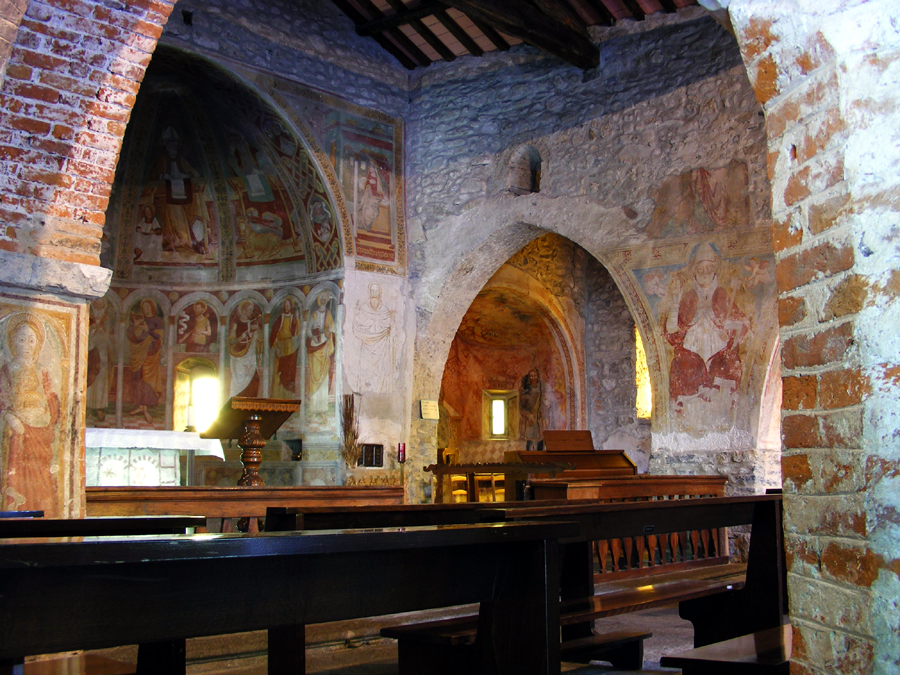
Interno
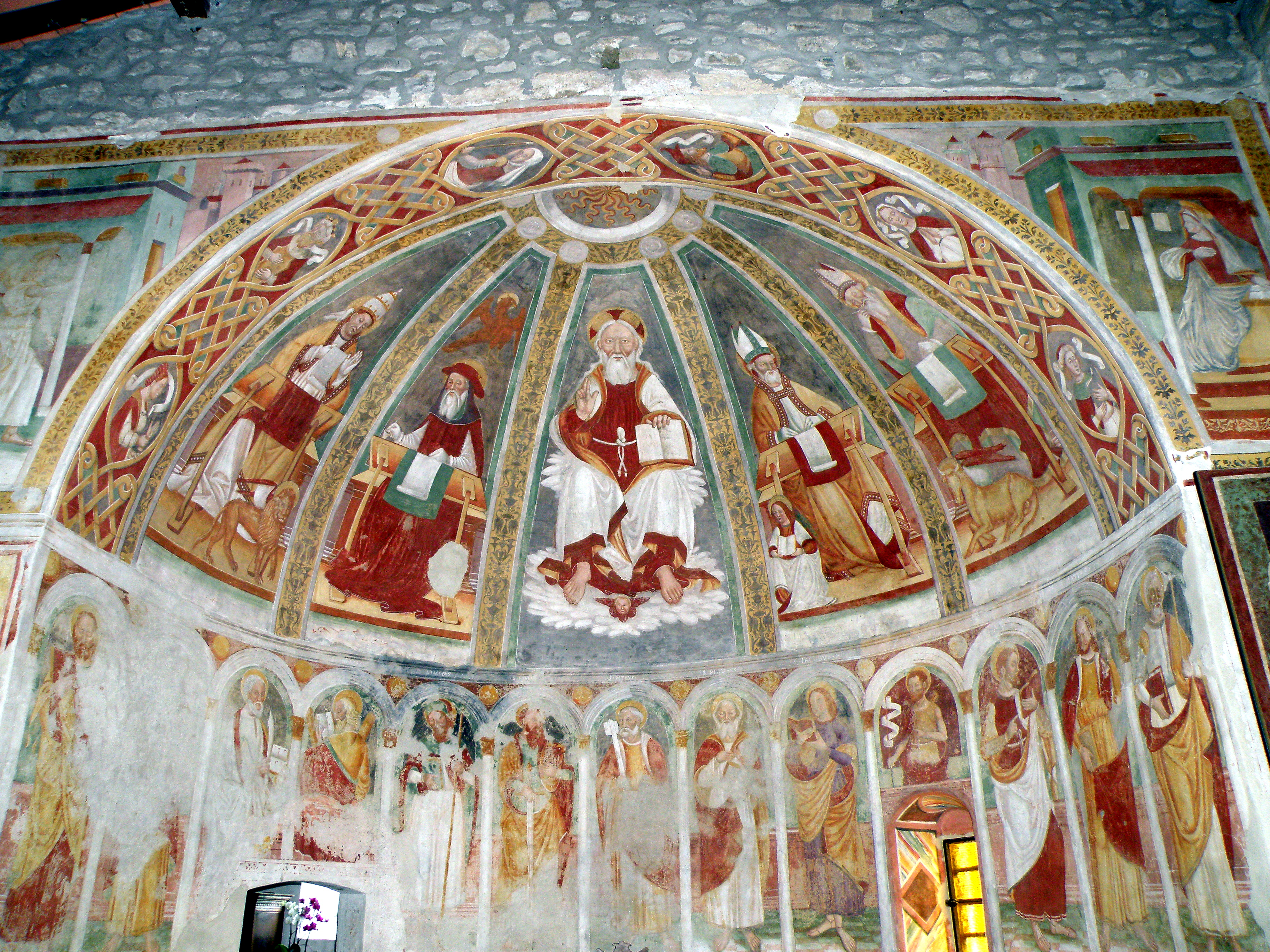
Affreschi dell'abside maggiore